# Confrontos entre Atlético Mineiro e Fluminense no futebol
Atlético Mineiro e Fluminense são dois clubes que disputam um dos maiores clássicos interestaduais (Minas Gerais versus Rio de Janeiro) do futebol brasileiro.

## Introdução
Exceto os quatro grandes clubes paulistas, o clássico entre Atlético Mineiro e Fluminense é o confronto interestadual do Fluminense pelo qual foram realizados mais partidas, já tendo definido o título nacional em 1970, quando mais de 132 000 torcedores (112 403 pagantes) compareceram ao Estádio do Maracanã.
Já para o Atlético o Fluminense é o sexto adversário de outro estado contra o qual mais jogou, havendo outros dois clubes cariocas e três paulistas entre os primeiros dessa lista.
Em Minas Gerais, onde ocorreram a maioria dos confrontos, 102 531 torcedores pagaram por ingressos no empate por 0–0 no Mineirão, em 21 de novembro de 1976, com os jogos acontecendo desde 1930, ainda na Era Amadora.

## História
O empate por 1–1 em Belo Horizonte no dia 16 de agosto de 1930, logo na primeira partida, foi a primeira com iluminação noturna a que o então presidente da FIFA, Jules Rimet, assistiu.
A segunda partida entre Fluminense e Galo foi realizada em 27 de julho de 1933, a primeira pelo regime profissional, terminando em 3–3 e tendo sido disputada no Estádio de Laranjeiras, igualmente em horário noturno.

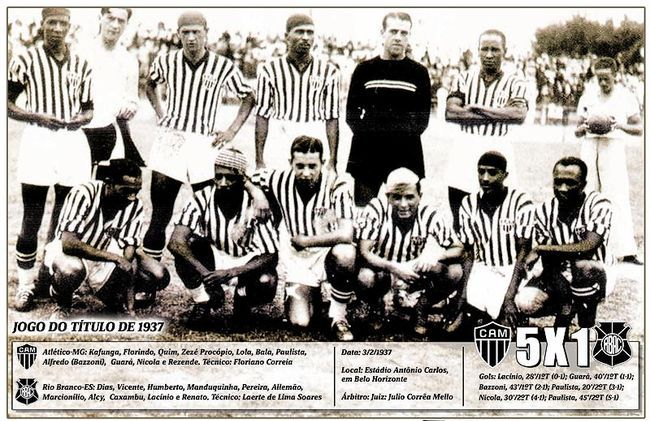
Elenco do Atlético Mineiro campeão brasileiro de 1937.

Na disputa da Copa dos Campeões de 1937 (FBF), o Fluminense derrotou o Galo por 6–0 em Laranjeiras e veio a ser derrotado por 4–1 no Estádio de Lourdes, tendo o Galo sagrado-se campeão ao final, com o Flu tendo terminado esta competição como vice-campeão. Na partida disputada em Minas teve origem a passagem do hino do Galo que afirma: — Nós somos Campeões dos Campeões.
O Fluminense conquistou o Torneio José de Paula Júnior em 1952, torneio quadrangular que teve, além do Galo, a participação de América Mineiro e Cruzeiro.
Na primeira partida válida por uma competição nacional organizada pela CBD, vitória atleticana por 2–0 no Maracanã em 5 de abril de 1967, tendo sido também esta a primeira partida do clássico realizada neste estádio.
O confronto entre Fluminense e Atlético Mineiro definiu o título nacional em 1970, quando mais de 132 000 torcedores (112 403 pagantes) compareceram ao Maracanã, no empate por 1–1. Com as duas vitórias nas partidas anteriores, bastava o empate para dar o título ao Tricolor, enquanto o Palmeiras tinha que vencer o Cruzeiro, que como o Galo, já estava eliminado, e torcer pela derrota do Flu.
Em 1971, o campeonato nacional passaria a ser identificado com o nome de Campeonato Brasileiro, com o Galo sendo campeão com apenas 5 derrotas em 27 jogos, uma delas para o Flu, por 2–0, em partida disputada no Maracanã.
Em Minas Gerais, 102 531 torcedores pagaram ingressos no empate por 0–0 em 21 de novembro de 1976, em partida válida pelo Grupo R da Terceira Fase, que classificou os dois clubes para as semifinais, com o Flu em primeiro e o Galo em segundo, em grupo que contava com outros sete times. Ao final do Campeonato Brasileiro de 1976, o Galo terminaria em terceiro e o Fluminense em quarto.
Já no Campeonato Brasileiro de 1991, Galo e Flu parariam novamente nas semifinais, mas agora com o Galo terminando em terceiro e o Fluminense em quarto, tendo havido empate no Mineirão por 1–1.
Na Copa do Brasil de 2000, o Atlético eliminou o Fluminense nas quartas de finais, com dois empates (3–3 e 2–2), com o Galo se classificando para as semifinais pelo critério de maior número de gols marcados fora de casa.
Partida emocionante na vitória por 3–2 do Fluminense pela Primeira Fase do Campeonato Brasileiro de 2001, perante 50 097 torcedores no Maracanã, com o gol da vitória sendo marcado aos 45' do segundo tempo, através do zagueiro Régis, com o Flu terminando esta fase em terceiro e o Galo em quarto, classificação que se manteria até o final.

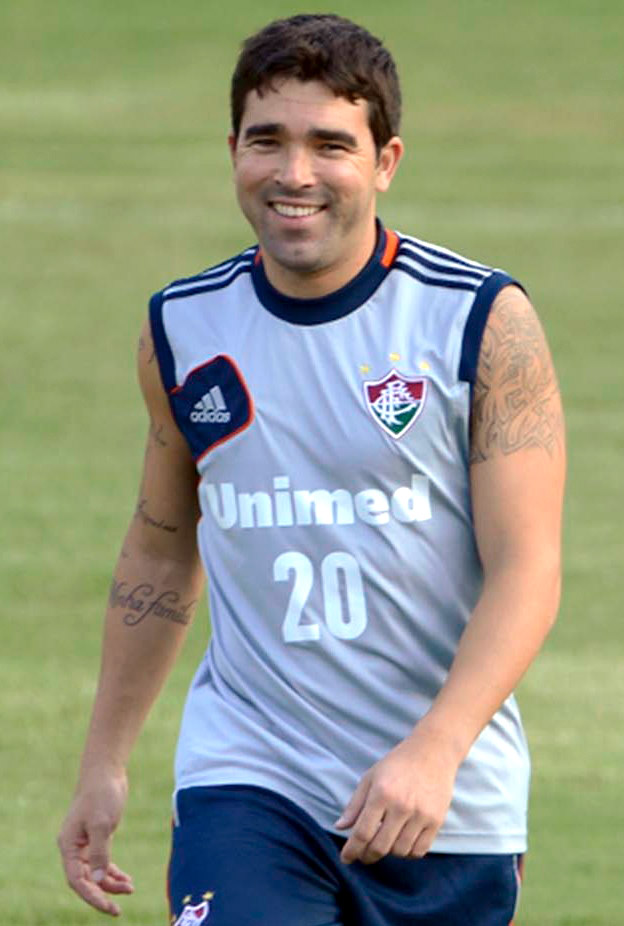
Deco, um dos destaques do Fluminense no Campeonato Brasileiro de 2012.

No ano seguinte, empate por 2–2 em Minas pela Primeira Fase, em que o Galo terminaria em sexto e o Flu em sétimo, ambos com 40 pontos. Ao final do Campeonato Brasileiro de 2002, o Flu terminaria em quarto e o Atlético em oitavo.

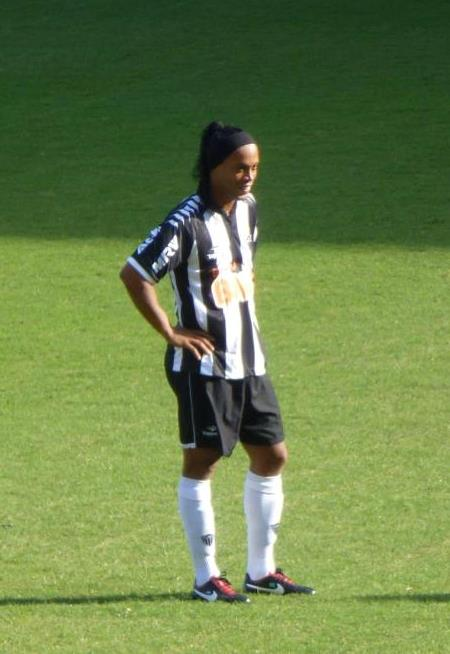
Ronaldinho Gaúcho, um dos destaques do Atlético Mineiro em 2012 e em 2013.

No Campeonato Brasileiro de 2012 os dois times travaram uma disputa acirrada durante a maior parte do campeonato, tendo como resultado final o Fluminense campeão e o Galo, vice.
Não tendo disputado o título, Flu e Atlético fizeram boas campanhas no Campeonato Brasileiro de 2014, com o Galo terminando em quinto e o Fluminense em sexto, e o confronto direto definindo a classificação final dos dois, pois o Atlético venceu no Mineirão e empatou no Maracanã, terminando com 1 ponto a mais do que o Flu.
Os juniores de Fluminense e Atlético fizeram a final da Spax Cup Sub-19 em 25 de maio de 2015, disputada na cidade de Ennepetal (Alemanha), com vitória tricolor na final por 2–1, e que teve também a participação dos alemães Borussia Dortmund, Hamburgo, Hannover 96 e TuS Ennepetal (anfitrião), do holandês Feyenoord e do inglês Southampton.
Em 2016 o Atlético foi campeão da Flórida Cup, competição da qual participou o Fluminense, assim como o Fluminense foi campeão da Primeira Liga nesse mesmo ano, da qual o Galo também participou.
No empate por 1–1 em partida disputada no dia 23 de agosto de 2021 em São Januário, Fred se tornou o segundo maior artilheiro da História do Campeonato Brasileiro ao marcar o gol tricolor, alcançando então 154 tentos nessa competição. Três dias depois, na vitória atleticana por 2–1 válida pela Copa do Brasil, Fred tornou-se o maior artilheiro dessa competição igualando Romário, com 36 gols, assim como o maior artilheiro desse confronto até essa data, com 6 gols.
Um pênalti polêmico a favor do Galo tumultuou o jogo no qual venceu o Fluminense por 2–1 e com esse resultado o Atlético ficou perto de levantar a taça de campeão brasileiro de 2021, com 99,83% de probabilidade disso vir a acontecer a partir de então, o que ocorreria na rodada seguinte.
A centésima partida entre Atlético e Fluminense disputada em 8 de junho de 2022 com vitória tricolor por 5 a 3 no Maracanã também foi a centésima partida do Galo no estádio carioca com 22 vitórias, 27 empates e 51 derrotas. Até então o restrospecto apresentava 40 vitórias do Atlético, 31 do Fluminense e 29 empates, 156 gols pró-Galo e 143 gols pró-Tricolor, 58 partidas disputadas em Minas Gerais, 41 no Rio de Janeiro e 1 em Brasília com o mando do Atlético.
Em 2024, o galo e o tricolor se enfrentaram pela primeira vez na Copa Libertadores da América. Pela competição continental, o Atlético-MG eliminou o Fluminense nas quartas de final. No jogo de ida, no Marcanã, o Fluminense havia vencido o galo por 1 a 0, com o gol da vitória sendo marcado por Lima aos 42 minutos do 2º tempo. Mas, no jogo da volta, na Arena MRV, o Atlético superou o Fluminense por 2 a 0, com dois gols do atacante Deyverson. O ''menino maluquinho'' carimbou a classificação do galo para as semifinais aos 43 minutos do segundo tempo, quando recebeu um lançamento de Hulk e se esticou para alcançar a bola e estufar a rede do gol defendido por Fábio.

## Ídolos
Brant
Carlos Brant, 110 jogos e quatro títulos de campeão mineiro pelo Galo (1927, 28, 31 e 32), 248 jogos e sete títulos de campeão pelo Fluminense, sendo cinco deles do Campeonato Carioca (1936, 37, 38, 40 e 41), além dos títulos do Torneio Aberto de 1935 e do Torneio Municipal de 1938, fizeram dele provavelmente o jogador que mais títulos ganhou tendo jogado por Atlético e Fluminense, tendo sido também um exemplo de raça e dedicação nos dois clubes. Ao abandonar os gramados, ele se tornou um dedicado funcionário da tesouraria do Fluminense.
Telê
Telê Santana, quinto maior artilheiro e terceiro jogador que mais vestiu a camisa tricolor, iniciou a sua carreira como técnico dos juvenis do Flu, em seguida assumindo o time principal e conquistando o Campeonato Carioca de 1969, a Taça Guanabara de 1969, então campeonato independente, e criando a base do time campeão nacional em 1970. Transferindo-se para o Atlético, conquistou o Campeonato Mineiro de 1970 e o Campeonato Brasileiro de 1971, logo em sua primeira passagem, igualmente conquistando idolatria, ele que seria campeão mineiro pelo Galo também em 1988.

## Jogos importantes
Em decisãoÀ esquerda: Troféu do Campeonato Brasileiro de 1970. À Direita: Troféu do Campeonato Brasileiro de 2012.
Em 1970, o Fluminense empatou com o Atlético no quadrangular final e conquistou o seu 1º título do Campeonato Brasileiro.
Mata-matas em competições da CBF
Em 2000, o Atlético eliminou o Fluminense nas quartas de final da Copa do Brasil.
Em 2021, o Atlético eliminou o Fluminense nas quartas de final da Copa do Brasil e avançou até a final. Na decisão, o clube mineiro conquistou o seu 2º troféu da competição.
Campeonato Brasileiro na Era dos Pontos Corridos
Em 2012, o Fluminense conquistou o Campeonato Brasileiro ao terminar a competição em 1º lugar, com 77 pontos conquistados. O Atlético foi o vice-campeão, com 72 pontos.
Competições da Conmebol
Em 1992, o Atlético eliminou o Fluminense nas oitavas de final da Copa Conmebol e avançou até a final. Na decisão, o galo conquistou o seu 1º título do torneio.
Em 1993, o Atlético eliminou o Fluminense nas oitavas de final da Copa Conmebol.
Em 2003, o Fluminense eliminou o Atlético na fase Preliminar Brasileira II da Copa Sul-Americana.
Em 2024, o Atlético eliminou o Fluminense nas quartas de final da Copa Libertadores da América.

## Outras estatísticas
Cidades e estados
Das 100 partidas realizadas, 58 foram disputadas em Minas Gerais e 41 no Rio de Janeiro, em sete cidades diferentes, três de cada estado. Uma das partidas disputadas em Minas Gerais foi em Juiz de Fora, cidade com maioria de torcedores dos clubes cariocas, pela proximidade com o Rio de Janeiro, com o mando de campo do Fluminense. A sétima cidade foi Brasília, no Distrito Federal, com o mando do Atlético, para cumprir punição imposta pela CBF, por problemas de comportamento da torcida do Galo em jogo do ano anterior.
Principais estádios
31 partidas foram disputadas no Mineirão e 22 no Maracanã, estádios que mais abrigaram os clássicos entre Flu e Galo. No Mineirão foram 16 vitórias do Galo, 5 do Flu e 10 empates, 52 gols para o Galo e 28 para o Flu, enquanto no Maracanã foram 8 vitórias do Fluminense, 6 do Atlético e 8 empates, com 36 gols pró Flu e 32 pró Galo. Já em Laranjeiras o Flu está invicto, com 7 vitórias e 2 empates, 24 gols a favor e apenas 7 contra, enquanto em Lourdes foram 11 jogos, com 5 vitórias do Atlético, 3 do Fluminense e 3 empates, 22 gols para o Galo e 16 para o Flu, e no Independência 12 jogos, com 6 vitórias do Galo, 2 do Flu e 4 empates, 24 gols para o Galo e 15 para o Flu.
Campeonato Brasileiro
Pelo Campeonato Brasileiro Unificado foram 65 jogos, com 27 vitórias do Atlético, 17 do Fluminense e 21 empates, 98 gols a favor do Atlético e 81 a favor do Fluminense.
Nas conquistas de seus quatro títulos brasileiros, o Tricolor só não jogou contra o Atlético na de 1984, por conta do Galo ter começado esta competição em grupo diferente e não ter chegado aos cruzamentos previstos pela fórmula de disputa, com o Atlético tendo jogado contra o Fluminense nas conquistas de seus dois títulos brasileiros.[carece de fontes?]
Conmebol
Foram disputadas 7 partidas em competições oficiais da Conmebol: 4 pela antiga Copa Conmebol, 2 pela Copa Libertadores da América e 1 pela Copa Sul-Americana. No total, são 4 vitórias do Fluminense, 3 vitórias do Atlético-MG e nenhum empate. Nas edições de 1992 (na qual o Galo acabaria campeão) e de 1993 da Copa Conmebol, o Atlético-MG eliminou o Fluminense. O mesmo ocorreu na Copa Libertadores da América de 2024, na qual o galo eliminou o Fluminense nas quartas de final. O Fluminense eliminou o galo de uma competição da Conmebol apenas uma vez, na Copa Sul-Americana de 2003.

## Recordes

### Artilheiros
Os maiores artilheiros desse confronto são os tricolores  Fred, com seis gols, Russo, Vicentino, Magno Alves, com cinco gols cada um, enquanto os maiores goleadores atleticanos são Diego Tardelli e Gérson, com quatro gols cada.

### Goleadas
Maiores vitórias do Fluminense
| 27 de maio de 1936 | Fluminense                                                                 | 6 – 1 | Atlético Mineiro | Laranjeiras                                                                  |
| 20:30              | Sobral 5' · Romeu 30' · Floriano 35' · Russo 67' · Lara 75' · Hércules 85' |       | Sandro 80'       | Público: 3 875 pagantes Renda: 16:051$200 Árbitro: MG Antônio da Silva Pinto |

| 13 de janeiro de 1937 | Fluminense                                       | 6 – 0 | Atlético Mineiro | Campos Sales                                                                                     |
| 21:30                 | Hércules 30' (pen.) · Russo 49', 53' · Romeu 60' |       |                  | Público: Não disponível Renda: Não disponível Árbitro: RJ Carlos de Oliveira Monteiro – "Tijolo" |

Maiores vitórias do Atlético
| 19 de novembro de 1939 | Atlético Mineiro                                           | 5 – 1 | Fluminense       | Lourdes                                                              |
| 16:00                  | Sellado 16', 31' · Penedo 48' · Paulista 65' · Resende 75' |       | Russo 81' (pen.) | Público: Não disponível Renda: Cr$ 21.000,00 Árbitro: MG Ari Martini |

| 12 de agosto de 1992 | Atlético Mineiro                             | 5 – 1 | Fluminense | Mineirão                                                                                |
| 21:00                | Moacir 7', 82' · Aílton 55', 89' · Vônei 75' |       | Bobô 19'   | Público: 6 081 pagantes Renda: Cr$ 52.600,00 Árbitro: SP Ulisses Tavares da Silva Filho |

### Partidas com mais gols
No dia 09 de junho de 2022, o recorde anterior de 7 gols marcados em uma partida foi superado, após vitória de 5 a 3 para o Fluminense, em jogo válido pelo Campeonato Brasileiro de 2022, na décima rodada, realizada no estádio do Maracanã.

### Séries
A primeira grande série invicta desse confronto deu-se a partir do primeiro jogo da história entre as duas equipes. Com dois empates nos dois primeiros jogos contra o Galo, e com uma sequência de mais cinco vitórias, o Tricolor encadeou sete jogos de invencibilidade no confronto, marcando 25 gols e sofrendo apenas 7 nesse período.
O Atlético, por sua vez, tem duas séries de invencibilidade diante do Fluminense, uma de sete jogos sem derrotas, a outra de onze. A primeira deu-se entre os anos de 1995 e 2000, com duas vitórias e cinco empates, com o Galo tendo marcado 12 gols e o Fluminense 10. A segunda série atleticana durou desde o primeiro turno do Campeonato Brasileiro de 2011 até a vitória tricolor por 4–2 em 12 de setembro de 2016, partida válida pelo segundo turno Campeonato Brasileiro de 2016. Nessa série o Atlético venceu seis partidas e empatou outras cinco, tendo marcado 19 gols, contra 10 tentos do Flu.
A vitória atleticana por 2–1 em 30 de agosto de 2015 representou o fim de um jejum que vinha desde 14 de maio de 1980, 35 anos ou nove jogos sem vencer o Fluminense no Estádio do Maracanã.

## Maiores públicos

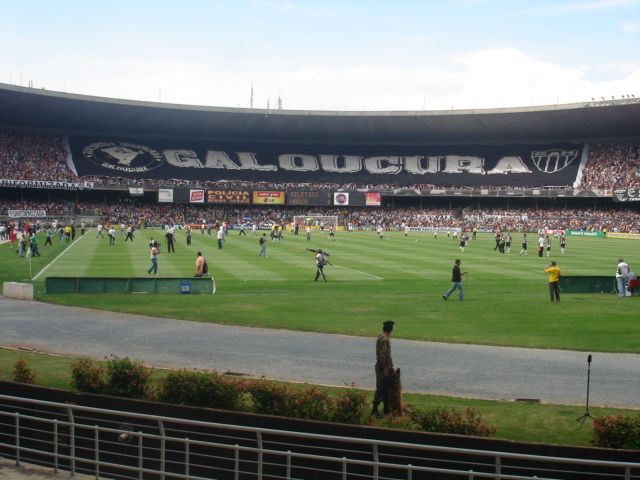
Bandeirão da torcida atleticana no Mineirão.

Aonde não consta informação sobre público pagante e presente, a referência é aos pagantes, acima de 30.000.

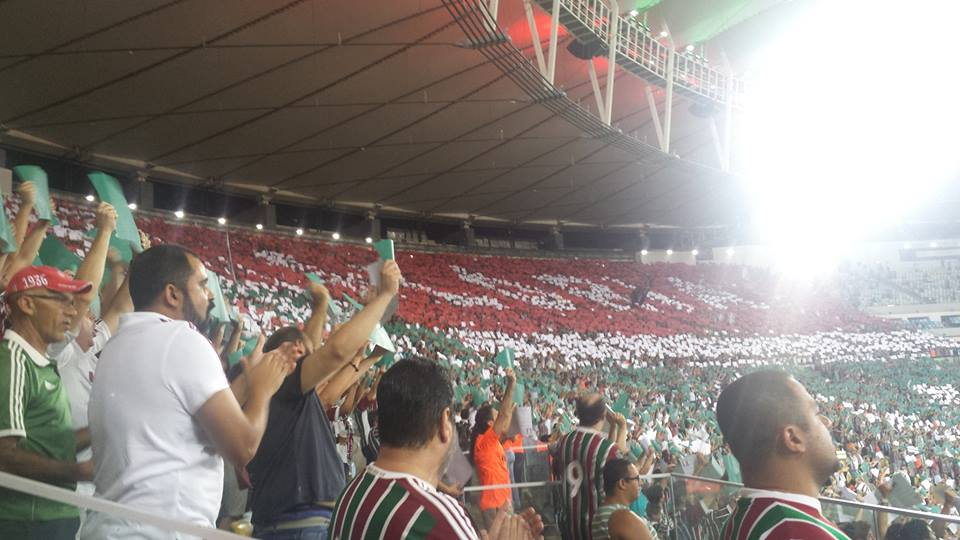
Mosaico da torcida tricolor no Maracanã.

1. Mosaico da torcida tricolor no Maracanã.Fluminense 1–1 Atlético-MG, 132 000, 20 de dezembro de 1970, Maracanã (112 403 pagantes).[nota 1]
2. Atlético-MG 0–0 Fluminense, 102 531, 21 de novembro de 1976, Mineirão.
3. Atlético-MG 2–0 Fluminense, 71 728, 13 de março de 1966, Mineirão.
4. Atlético-MG 2–1 Fluminense, 59 896, 28 de novembro de 2021, Mineirão (50 335 pagantes).[45]
5. Atlético-MG 3–1 Fluminense, 58 059, 29 de novembro de 1970, Mineirão.
6. Atlético-MG 2–1 Fluminense, 56 473, 23 de julho de 2009, Mineirão (55 769 pagantes).
7. Fluminense 1-0 Atlético-MG, 54 140, 18 de setembro de 2024, Maracanã (50 221 pagantes).
8. Fluminense 3–2 Atlético-MG, 50 097, 11 de outubro de 2001, Maracanã (24 875 pagantes).[46][nota 2]
9. Fluminense 2–2 Atlético-MG, 44 694, 30 de novembro de 2013, Maracanã (38 779 pagantes).[47]
10. Atlético-MG  2–0 Fluminense, 43 659, 25 de setembro de 2024, Arena MRV.
11. Fluminense 0–2 Atlético-MG, 39 700, 14 de maio de 1980, Maracanã.
12. Atlético-MG 3–1 Fluminense, 38 241, 27 de abril de 1977, Mineirão.
13. Fluminense 2–3 Atlético-MG, 34 958, 24 de fevereiro de 1980, Maracanã.
14. Fluminense 2–3 Atlético-MG, 33 243, 13 de dezembro de 1972, Maracanã.
15. Atlético-MG  0–2 Fluminense, 32.068, 24 de agosto de 2024, Mineirão;
16. Atlético-MG 3–1 Fluminense, 30 199, 18 de outubro de 1987, Mineirão.

Por décadas
1961/1970: 3.
1971/1980: 5.
1981/1990: 1.
2001/2010: 2.
2011/2020: 1.
2021/2030: 3.
No Estádio do Engenhão
Fluminense 0 – 2 Atlético, 24 143, 22 de outubro de 2011 (19 525 pagantes).
No Estádio Independência
Atlético 3 – 2 Fluminense, 20 096, 21 de outubro de 2012.
No Estádio Ipatingão
Atlético 1 – 0 Fluminense, 16 100, 27 de julho de 2001.
No Estádio da Alameda
Atlético 1 – 2 Fluminense, 12 599, 17 de novembro de 1954.
No Estádio de Lourdes
Atlético 1 – 2 Fluminense, 12 179, 14 de outubro de 1947.
No Estádio Giulite Coutinho
Fluminense 4 – 2 Atlético, 9 004, 12 de setembro de 2016 (7.874 pagantes).

## Todos os confrontos
Legenda:
     Jogos não contabilizados nas estatísticas desse artigo.
 Campeão em jogo válido por final de campeonato ou em rodada que decidiu o título.
 Vice-campeão em jogo válido por final de campeonato ou em rodada que decidiu o título.
| Lista de jogos |                         |                                  |             |                    |                                 |                     |                 |       |    |       |
| Nº             | Data                    | Mandante                         | Placar      | Visitante          | Competição                      | Estádio             | Local           | V.CAM | E  | V.Flu |
| 1              | 16 de agosto de 1930    | Atlético-MG                      | 1–1         | Fluminense         | Jogo amistoso                   | Lourdes             | Belo Horizonte  |       | 1  |       |
| 2              | 27 de julho de 1933     | Fluminense                       | 3–3         | Atlético-MG        | Jogo amistoso                   | Laranjeiras         | Rio de Janeiro  |       | 2  |       |
| 3              | 14 de janeiro de 1934   | Atlético-MG                      | 1–3         | Fluminense         | Jogo amistoso                   | Lourdes             | Belo Horizonte  |       |    | 1     |
| 4              | 20 de janeiro de 1934   | Atlético-MG                      | 0–2         | Fluminense         | Jogo amistoso                   | Lourdes             | Belo Horizonte  |       |    | 2     |
| 5              | 27 de maio de 1936      | Fluminense                       | 6–1         | Atlético-MG        | Jogo amistoso                   | Laranjeiras         | Rio de Janeiro  |       |    | 3     |
| 6              | 12 de julho de 1936     | Fluminense                       | 4–1         | Atlético-MG        | Jogo amistoso                   | Laranjeiras         | Rio de Janeiro  |       |    | 4     |
| 7              | 13 de janeiro de 1937   | Fluminense                       | 6–0         | Atlético-MG        | Copa dos Campeões de 1937 (FBF) | Campos Sales        | Rio de Janeiro  |       |    | 5     |
| 8              | 31 de janeiro de 1937   | Atlético-MG                      | 4–1         | Fluminense         | Copa dos Campeões de 1937 (FBF) | Lourdes             | Belo Horizonte  | 1     |    |       |
| 9              | 20 de junho de 1937     | Atlético-MG                      | 1–1         | Fluminense         | Taça Otacílio Negrão de Lima    | Lourdes             | Belo Horizonte  |       | 3  |       |
| 10             | 19 de novembro de 1939  | Atlético-MG                      | 5–1         | Fluminense         | Taça Alaor Prata                | Lourdes             | Belo Horizonte  | 2     |    |       |
| 11             | 20 de outubro de 1942   | Atlético-MG                      | 3–1         | Fluminense         | Jogo amistoso                   | Lourdes             | Belo Horizonte  | 3     |    |       |
| 12             | 11 de dezembro de 1945  | Atlético-MG                      | 3–2         | Fluminense         | Jogo amistoso                   | Lourdes             | Belo Horizonte  | 4     |    |       |
| 13             | 24 de junho de 1947     | Fluminense                       | 2–0         | Atlético-MG        | Jogo amistoso                   | Laranjeiras         | Rio de Janeiro  |       |    | 6     |
| 14             | 14 de outubro de 1947   | Atlético-MG                      | 1–2         | Fluminense         | Jogo amistoso                   | Lourdes             | Belo Horizonte  |       |    | 7     |
| 15             | 5 de agosto de 1950     | Atlético-MG                      | 2–2         | Fluminense         | Jogo amistoso                   | Lourdes             | Belo Horizonte  |       | 4  |       |
| 16             | 20 de junho de 1951     | Atlético-MG                      | 1–0         | Fluminense         | Jogo amistoso                   | Lourdes             | Belo Horizonte  | 5     |    |       |
| 17             | 27 de junho de 1951     | Fluminense                       | 2–0         | Atlético-MG        | Jogo amistoso                   | Laranjeiras         | Rio de Janeiro  |       |    | 8     |
| 18             | 29 de junho de 1952     | Atlético-MG                      | 2–1         | Fluminense         | Torneio José de Paula Júnior    | Independência       | Belo Horizonte  | 6     |    |       |
| 19             | 17 de novembro de 1954  | Atlético-MG                      | 1–2         | Fluminense         | Jogo amistoso                   | Alameda             | Belo Horizonte  |       |    | 9     |
| 20             | 6 de janeiro de 1957    | Atlético-MG                      | 1–1         | Fluminense         | Jogo amistoso                   | Independência       | Belo Horizonte  |       | 5  |       |
| —              | 8 de janeiro de 1957    | Combinado América-MG/Atlético-MG | 1–3         | Fluminense         | Jogo amistoso                   | Independência       | Belo Horizonte  |       |    |       |
| 21             | 20 de maio de 1962      | Atlético-MG                      | 1–2         | Fluminense         | Jogo amistoso                   | Independência       | Belo Horizonte  |       |    | 10    |
| 22             | 13 de março de 1966     | Atlético-MG                      | 2–0         | Fluminense         | Jogo amistoso                   | Mineirão            | Belo Horizonte  | 7     |    |       |
| 23             | 5 de abril de 1967      | Fluminense                       | 0–2         | Atlético-MG        | Torneio Roberto Gomes Pedrosa   | Maracanã            | Rio de Janeiro  | 8     |    |       |
| 24             | 3 de março de 1968      | Atlético-MG                      | 0–1         | Fluminense         | Jogo amistoso                   | Mineirão            | Belo Horizonte  |       |    | 11    |
| 25             | 29 de setembro de 1968  | Atlético-MG                      | 0–0         | Fluminense         | Torneio Roberto Gomes Pedrosa   | Mineirão            | Belo Horizonte  |       | 6  |       |
| 26             | 16 de novembro de 1969  | Atlético-MG                      | 2–0         | Fluminense         | Torneio Roberto Gomes Pedrosa   | Mineirão            | Belo Horizonte  | 9     |    |       |
| 27             | 29 de novembro de 1970  | Atlético-MG                      | 3–1         | Fluminense         | Torneio Roberto Gomes Pedrosa   | Mineirão            | Belo Horizonte  | 10    |    |       |
| 28             | 20 de dezembro de 1970  | Fluminense                       | 1–1         | Atlético-MG        | Torneio Roberto Gomes Pedrosa   | Maracanã            | Rio de Janeiro  |       | 7  |       |
| 29             | 16 de outubro de 1971   | Fluminense                       | 2–0         | Atlético-MG        | Campeonato Brasileiro           | Maracanã            | Rio de Janeiro  |       |    | 12    |
| 30             | 15 de outubro de 1972   | Atlético-MG                      | 2–0         | Fluminense         | Campeonato Brasileiro           | Mineirão            | Belo Horizonte  | 11    |    |       |
| 31             | 13 de dezembro de 1972  | Fluminense                       | 2–3         | Atlético-MG        | Campeonato Brasileiro           | Maracanã            | Rio de Janeiro  | 12    |    |       |
| 32             | 13 de dezembro de 1973  | Fluminense                       | 0–1         | Atlético-MG        | Campeonato Brasileiro           | Maracanã            | Rio de Janeiro  | 13    |    |       |
| 33             | 30 de agosto de 1975    | Fluminense                       | 5–2         | Atlético-MG        | Campeonato Brasileiro           | Maracanã            | Rio de Janeiro  |       |    | 13    |
| 34             | 21 de novembro de 1976  | Atlético-MG                      | 0–0         | Fluminense         | Campeonato Brasileiro           | Mineirão            | Belo Horizonte  |       | 8  |       |
| 35             | 27 de abril de 1977     | Atlético-MG                      | 3–1         | Fluminense         | Jogo amistoso                   | Mineirão            | Belo Horizonte  | 14    |    |       |
| 36             | 27 de agosto de 1978    | Atlético-MG                      | 1–1         | Fluminense         | Jogo amistoso                   | Mineirão            | Belo Horizonte  |       | 9  |       |
| 37             | 24 de fevereiro de 1980 | Fluminense                       | 2–3         | Atlético-MG        | Campeonato Brasileiro           | Maracanã            | Rio de Janeiro  | 15    |    |       |
| 38             | 14 de maio de 1980      | Fluminense                       | 0–2         | Atlético-MG        | Campeonato Brasileiro           | Maracanã            | Rio de Janeiro  | 16    |    |       |
| 39             | 1 de fevereiro de 1981  | Fluminense                       | 2–1         | Atlético-MG        | Campeonato Brasileiro           | Maracanã            | Rio de Janeiro  |       |    | 14    |
| 40             | 18 de outubro de 1987   | Atlético-MG                      | 3–1         | Fluminense         | Campeonato Brasileiro           | Mineirão            | Belo Horizonte  | 17    |    |       |
| 41             | 20 de novembro de 1988  | Atlético-MG (pen.)               | 2 (6)–(5) 2 | Fluminense         | Campeonato Brasileiro           | Mineirão            | Belo Horizonte  |       | 10 |       |
| 42             | 5 de novembro de 1989   | Atlético-MG                      | 2–0         | Fluminense         | Campeonato Brasileiro           | Mineirão            | Belo Horizonte  | 18    |    |       |
| 43             | 29 de agosto de 1990    | Atlético-MG                      | 4–2         | Fluminense         | Campeonato Brasileiro           | Mineirão            | Belo Horizonte  | 19    |    |       |
| 44             | 13 de abril de 1991     | Atlético-MG                      | 1–1         | Fluminense         | Campeonato Brasileiro           | Mineirão            | Belo Horizonte  |       | 11 |       |
| 45             | 22 de março de 1992     | Fluminense                       | 1–0         | Atlético-MG        | Campeonato Brasileiro           | Laranjeiras         | Rio de Janeiro  |       |    | 15    |
| 46             | 9 de agosto de 1992     | Fluminense                       | 2–1         | Atlético-MG        | Copa Conmebol                   | Municipal           | Juiz de Fora    |       |    | 16    |
| 47             | 12 de agosto de 1992    | Atlético-MG                      | 5–1         | Fluminense         | Copa Conmebol                   | Mineirão            | Belo Horizonte  | 20    |    |       |
| 48             | 12 de agosto de 1993    | Atlético-MG                      | 2–0         | Fluminense         | Copa Conmebol                   | Mineirão            | Belo Horizonte  | 21    |    |       |
| 49             | 19 de agosto de 1993    | Fluminense                       | 2 (2)–(4) 0 | Atlético-MG (pen.) | Copa Conmebol                   | Laranjeiras         | Rio de Janeiro  |       |    | 17    |
| 50             | 22 de setembro de 1993  | Fluminense                       | 2–0         | Atlético-MG        | Campeonato Brasileiro           | Laranjeiras         | Rio de Janeiro  |       |    | 18    |
| 51             | 23 de outubro de 1993   | Atlético-MG                      | 1–2         | Fluminense         | Campeonato Brasileiro           | Mineirão            | Belo Horizonte  |       |    | 19    |
| 52             | 5 de agosto de 1995     | Atlético-MG                      | 2–1         | Fluminense         | Jogo amistoso                   | Independência       | Belo Horizonte  | 22    |    |       |
| 53             | 8 de outubro de 1995    | Atlético-MG                      | 0–0         | Fluminense         | Campeonato Brasileiro           | Mineirão            | Belo Horizonte  |       | 12 |       |
| 54             | 6 de outubro de 1996    | Fluminense                       | 2–2         | Atlético-MG        | Campeonato Brasileiro           | Laranjeiras         | Rio de Janeiro  |       | 13 |       |
| 55             | 18 de setembro de 1997  | Atlético-MG                      | 1–0         | Fluminense         | Campeonato Brasileiro           | Mineirão            | Belo Horizonte  | 23    |    |       |
| 56             | 15 de junho de 2000     | Fluminense                       | 3–3         | Atlético-MG        | Copa do Brasil                  | Maracanã            | Rio de Janeiro  |       | 14 |       |
| 57             | 21 de junho de 2000     | Atlético-MG                      | 2–2         | Fluminense         | Copa do Brasil                  | Mineirão            | Belo Horizonte  |       | 15 |       |
| 58             | 16 de setembro de 2000  | Atlético-MG                      | 2–2         | Fluminense         | Campeonato Brasileiro           | Mineirão            | Belo Horizonte  |       | 16 |       |
| 59             | 11 de outubro de 2001   | Fluminense                       | 3–2         | Atlético-MG        | Campeonato Brasileiro           | Maracanã            | Rio de Janeiro  |       |    | 20    |
| 60             | 21 de agosto de 2002    | Atlético-MG                      | 1–1         | Fluminense         | Campeonato Brasileiro           | Independência       | Belo Horizonte  |       | 17 |       |
| 61             | 24 de maio de 2003      | Atlético-MG                      | 3–0         | Fluminense         | Campeonato Brasileiro           | Independência       | Belo Horizonte  | 24    |    |       |
| 62             | 3 de setembro de 2003   | Atlético-MG                      | 0–2         | Fluminense         | Copa Sul-Americana              | Mineirão            | Belo Horizonte  |       |    | 21    |
| 63             | 28 de setembro de 2003  | Fluminense                       | 0–1         | Atlético-MG        | Campeonato Brasileiro           | Giulite Coutinho    | Mesquita        | 25    |    |       |
| 64             | 20 de junho de 2004     | Atlético-MG                      | 2–1         | Fluminense         | Campeonato Brasileiro           | Mineirão            | Belo Horizonte  | 26    |    |       |
| 65             | 28 de setembro de 2004  | Fluminense                       | 1–1         | Atlético-MG        | Campeonato Brasileiro           | Maracanã            | Rio de Janeiro  |       | 18 |       |
| 66             | 7 de agosto de 2005     | Atlético-MG                      | 1–2         | Fluminense         | Campeonato Brasileiro           | Mineirão            | Belo Horizonte  |       |    | 22    |
| 67             | 17 de novembro de 2005  | Fluminense                       | 0–2         | Atlético-MG        | Campeonato Brasileiro           | Raulino de Oliveira | Volta Redonda   | 27    |    |       |
| 68             | 26 de julho de 2007     | Atlético-MG                      | 3–0         | Fluminense         | Campeonato Brasileiro           | Mineirão            | Belo Horizonte  | 28    |    |       |
| 69             | 27 de outubro de 2007   | Fluminense                       | 1–1         | Atlético-MG        | Campeonato Brasileiro           | Maracanã            | Rio de Janeiro  |       | 19 |       |
| 70             | 11 de maio de 2008      | Atlético-MG                      | 0–0         | Fluminense         | Campeonato Brasileiro           | Mineirão            | Belo Horizonte  |       | 20 |       |
| 71             | 17 de agosto de 2008    | Fluminense                       | 1–0         | Atlético-MG        | Campeonato Brasileiro           | Maracanã            | Rio de Janeiro  |       |    | 23    |
| 72             | 23 de julho de 2009     | Atlético-MG                      | 2–1         | Fluminense         | Campeonato Brasileiro           | Mineirão            | Belo Horizonte  | 29    |    |       |
| 73             | 29 de outubro de 2009   | Fluminense                       | 2–1         | Atlético-MG        | Campeonato Brasileiro           | Maracanã            | Rio de Janeiro  |       |    | 24    |
| 74             | 30 de maio de 2010      | Atlético-MG                      | 1–3         | Fluminense         | Campeonato Brasileiro           | Mineirão            | Belo Horizonte  |       |    | 25    |
| —              | 23 de setembro de 2010  | Fluminense                       | 0–2         | Atlético-MG        | Jogo amistoso Sub-23            | Raulino de Oliveira | Volta Redonda   |       |    |       |
| 75             | 23 de setembro de 2010  | Fluminense                       | 5–1         | Atlético-MG        | Campeonato Brasileiro           | Engenhão            | Rio de Janeiro  |       |    | 26    |
| 76             | 27 de julho de 2011     | Atlético-MG                      | 1–0         | Fluminense         | Campeonato Brasileiro           | Ipatingão           | Ipatinga        | 30    |    |       |
| 77             | 22 de outubro de 2011   | Fluminense                       | 0–2         | Atlético-MG        | Campeonato Brasileiro           | Engenhão            | Rio de Janeiro  | 31    |    |       |
| 78             | 29 de julho de 2012     | Fluminense                       | 0–0         | Atlético-MG        | Campeonato Brasileiro           | Engenhão            | Rio de Janeiro  |       | 21 |       |
| 79             | 21 de outubro de 2012   | Atlético-MG                      | 3–2         | Fluminense         | Campeonato Brasileiro           | Independência       | Belo Horizonte  | 32    |    |       |
| 80             | 4 de setembro de 2013   | Atlético-MG                      | 2–2         | Fluminense         | Campeonato Brasileiro           | Independência       | Belo Horizonte  |       | 22 |       |
| 81             | 30 de novembro de 2013  | Fluminense                       | 2–2         | Atlético-MG        | Campeonato Brasileiro           | Maracanã            | Rio de Janeiro  |       | 23 |       |
| 82             | 29 de maio de 2014      | Atlético-MG                      | 2–0         | Fluminense         | Campeonato Brasileiro           | Ipatingão           | Ipatinga        | 33    |    |       |
| 83             | 9 de outubro de 2014    | Fluminense                       | 0–0         | Atlético-MG        | Campeonato Brasileiro           | Maracanã            | Rio de Janeiro  |       | 24 |       |
| 84             | 17 de maio de 2015      | Atlético-MG                      | 4–1         | Fluminense         | Campeonato Brasileiro           | Estádio Nacional    | Brasília        | 34    |    |       |
| —              | 25 de maio de 2015      | Fluminense                       | 2–1         | Atlético-MG        | Spax Cup Sub-19                 | Bremenstadion       | Ennepetal (ALE) |       |    |       |
| 85             | 30 de agosto de 2015    | Fluminense                       | 1–2         | Atlético-MG        | Campeonato Brasileiro           | Maracanã            | Rio de Janeiro  | 35    |    |       |
| 86             | 1 de junho de 2016      | Atlético-MG                      | 1–1         | Fluminense         | Campeonato Brasileiro           | Independência       | Belo Horizonte  |       | 25 |       |
| 87             | 12 de setembro de 2016  | Fluminense                       | 4–2         | Atlético-MG        | Campeonato Brasileiro           | Giulite Coutinho    | Mesquitav       |       |    | 27    |
| 88             | 21 de maio de 2017      | Atlético-MG                      | 1–2         | Fluminense         | Campeonato Brasileiro           | Independência       | Belo Horizonte  |       |    | 28    |
| 89             | 21 de agosto de 2017    | Fluminense                       | 2–1         | Atlético-MG        | Campeonato Brasileiro           | Maracanã            | Rio de Janeiro  |       |    | 29    |
| 90             | 10 de junho de 2018     | Atlético-MG                      | 5–2         | Fluminense         | Campeonato Brasileiro           | Independência       | Belo Horizonte  | 36    |    |       |
| 91             | 21 de outubro de 2018   | Fluminense                       | 1–0         | Atlético-MG        | Campeonato Brasileiro           | Engenhão            | Rio de Janeiro  |       |    | 30    |
| 92             | 10 de agosto de 2019    | Atlético-MG                      | 2–1         | Fluminense         | Campeonato Brasileiro           | Independência       | Belo Horizonte  | 37    |    |       |
| 93             | 16 de novembro de 2019  | Fluminense                       | 1–1         | Atlético-MG        | Campeonato Brasileiro           | Maracanã            | Rio de Janeiro  |       | 26 |       |
| 94             | 14 de outubro de 2020   | Atlético-MG                      | 1–1         | Fluminense         | Campeonato Brasileiro           | Mineirão            | Belo Horizonte  |       | 27 |       |
| 95             | 10 de fevereiro de 2021 | Fluminense                       | 0–0         | Atlético-MG        | Campeonato Brasileiro           | Maracanã            | Rio de Janeiro  |       | 28 |       |
| 96             | 23 de agosto de 2021    | Fluminense                       | 1–1         | Atlético-MG        | Campeonato Brasileiro           | São Januário        | Rio de Janeiro  |       | 29 |       |
| 97             | 26 de agosto de 2021    | Fluminense                       | 1–2         | Atlético-MG        | Copa do Brasil                  | Engenhão            | Rio de Janeiro  | 38    |    |       |
| 98             | 15 de setembro de 2021  | Atlético-MG                      | 1–0         | Fluminense         | Copa do Brasil                  | Mineirão            | Belo Horizonte  | 39    |    |       |
| 99             | 28 de novembro de 2021  | Atlético-MG                      | 2–1         | Fluminense         | Campeonato Brasileiro           | Mineirão            | Belo Horizonte  | 40    |    |       |
| 100            | 8 de junho de 2022      | Fluminense                       | 5–3         | Atlético-MG        | Campeonato Brasileiro           | Maracanã            | Rio de Janeiro  |       |    | 31    |
| 101            | 1 de outubro de 2022    | Atlético-MG                      | 2–0         | Fluminense         | Campeonato Brasileiro           | Mineirão            | Belo Horizonte  | 41    |    |       |
| 102            | 21 de junho de 2023     | Fluminense                       | 1–1         | Atlético-MG        | Campeonato Brasileiro           | Raulino de Oliveira | Volta Redonda   |       | 30 |       |
| 103            | 28 de outubro de 2023   | Atlético-MG                      | 2–0         | Fluminense         | Campeonato Brasileiro           | Arena MRV           | Belo Horizonte  | 42    |    |       |
| 104            | 04 de maio de 2024      | Fluminense                       | 2–2         | Atlético-MG        | Campeonato Brasileiro           | Kléber Andrade      | Cariacica       |       | 31 |       |
| 105            | 24 de agosto de 2024    | Atlético-MG                      | 0–2         | Fluminense         | Campeonato Brasileiro           | Arena MRV           | Belo Horizonte  |       |    | 32    |
| 106            | 18 de setembro de 2024  | Fluminense                       | 1–0         | Atlético-MG        | Copa Libertadores               | Maracanã            | Rio de Janeiro  |       |    | 33    |
| 107            | 25 de setembro de 2024  | Atlético-MG                      | 2–0         | Fluminense         | Copa Libertadores               | Arena MRV           | Belo Horizonte  | 43    |    |       |
| 108            | 11 de maio de 2025      | Atlético-MG                      | 3–2         | Fluminense         | Campeonato Brasileiro           | Arena MRV           | Belo Horizonte  | 44    |    |       |
| 109            | 16 de outibro de 2025   | Fluminense                       | –           | Atlético-MG        | Campeonato Brasileiro           | Maracanã            | Rio de Janeiro  |       |    |       |